# Кубок Ірландії з футболу 2004
Кубок Ірландії з футболу 2004 — 84-й розіграш кубкового футбольного турніру в Ірландії. Переможцем вдруге поспіль став Лонгфорд Таун.

## Календар
| Раунд        | Дата                                                      | Матчі | Клуби   |
| ------------ | --------------------------------------------------------- | ----- | ------- |
| Перший раунд | 23 травня 2004, 29 квітня - 30 травня 2004 (перегравання) | 10+5  | 42 → 32 |
| 1/16 фіналу  | 25-28 липня 2004, 30 липня 2004 (перегравання)            | 16+2  | 32 → 16 |
| 1/8 фіналу   | 19 серпня 2004, 24 серпня 2004 (перегравання)             | 8+2   | 16 → 8  |
| 1/4 фіналу   | 9 вересня 2004, 13 вересня 2004 (перегравання)            | 4+3   | 8 → 4   |
| 1/2 фіналу   | 1-3 жовтня 2004, 5 жовтня 2004 (перегравання)             | 2+1   | 4 → 2   |
| Фінал        | 24 жовтня 2004                                            | 1     | 2 → 1   |

## 1/16 фіналу
| Команда 1            | Рахунок | Команда 2           |
| -------------------- | ------- | ------------------- |
| 25 липня 2004        |         |                     |
| Рокмаунт             | 3:1     | Портмарнок          |
| Вотерфорд Юнайтед    | 2:1     | Слайго Роверз       |
| Шемрок Роверс        | 3:0     | Каррік Юнайтед      |
| Шелбурн              | 4:1     | Фінн Гарпс          |
| Сент-Патрікс Атлетік | 4:1     | Вейсайд Селтік      |
| Ков Рамблерс         | 3:3     | Лімерик             |
| Лідс                 | 0:3     | Лонгфорд Таун       |
| Монахан Юнайтед      | 1:0     | Дублін Сіті         |
| Брей Вондерерз       | 0:2     | Кілкенні Сіті       |
| Атлон Таун           | 3:0     | Тулламор            |
| Голвей Юнайтед       | 0:1     | Деррі Сіті          |
| Богеміан             | 8:0     | Рінгмагон Рейнджерс |
| Кілдер Каунті        | 4:0     | Глеб Норт           |
| Дандолк              | 0:0     | Дроеда Юнайтед      |
| Квай Селтік          | 3:4     | Драмкондра          |
| 28 липня 2004        |         |                     |
| УКД                  | 1:0     | Корк Сіті           |

Перегравання
| Команда 1      | Рахунок      | Команда 2    |
| -------------- | ------------ | ------------ |
| 30 липня 2004  |              |              |
| Лімерик        | 2:2 пен. 2:3 | Ков Рамблерс |
| Дроеда Юнайтед | 3:2          | Дандолк      |

## 1/8 фіналу
| Команда 1         | Рахунок | Команда 2            |
| ----------------- | ------- | -------------------- |
| 19 серпня 2004    |         |                      |
| Рокмаунт          | 2:0     | Монахан Юнайтед      |
| Вотерфорд Юнайтед | 7:2     | Кілкенні Сіті        |
| Лонгфорд Таун     | 1:1     | Шемрок Роверс        |
| Шелбурн           | 1:1     | Деррі Сіті           |
| Дроеда Юнайтед    | 2:0     | Сент-Патрікс Атлетік |
| Атлон Таун        | 1:0     | Ков Рамблерс         |
| Богеміан          | 0:1     | Кілдер Каунті        |
| УКД               | 5:0     | Драмкондра           |

Перегравання
| Команда 1      | Рахунок      | Команда 2     |
| -------------- | ------------ | ------------- |
| 24 серпня 2004 |              |               |
| Деррі Сіті     | 0:0 пен. 5:3 | Шелбурн       |
| Шемрок Роверс  | 0:1          | Лонгфорд Таун |

## 1/4 фіналу
| Команда 1         | Рахунок | Команда 2      |
| ----------------- | ------- | -------------- |
| 9 вересня 2004    |         |                |
| Деррі Сіті        | 1:0     | Кілдер Каунті  |
| 10 вересня 2004   |         |                |
| Вотерфорд Юнайтед | 2:2     | Рокмаунт       |
| УКД               | 0:0     | Дроеда Юнайтед |
| 11 вересня 2004   |         |                |
| Лонгфорд Таун     | 2:2     | Атлон Таун     |

Перегравання
| Команда 1       | Рахунок | Команда 2         |
| --------------- | ------- | ----------------- |
| 13 вересня 2004 |         |                   |
| Дроеда Юнайтед  | 3:2 дч  | УКД               |
| Атлон Таун      | 0:3     | Лонгфорд Таун     |
| 15 вересня 2004 |         |                   |
| Рокмаунт        | 1:2     | Вотерфорд Юнайтед |

## 1/2 фіналу
| Команда 1     | Рахунок | Команда 2         |
| ------------- | ------- | ----------------- |
| 1 жовтня 2004 |         |                   |
| Деррі Сіті    | 1:2     | Вотерфорд Юнайтед |
| 3 жовтня 2004 |         |                   |
| Лонгфорд Таун | 0:0     | Дроеда Юнайтед    |

Перегравання
| Команда 1      | Рахунок | Команда 2     |
| -------------- | ------- | ------------- |
| 5 жовтня 2004  |         |               |
| Дроеда Юнайтед | 1:2 дч  | Лонгфорд Таун |

## Фінал
| 24 жовтня 2004 |

| Вотерфорд Юнайтед | 1:2      | Лонгфорд Таун       |
| ----------------- | -------- | ------------------- |
| Брутон 62'        | Протокол | Кірбі 86' Кіган 88' |

| Ленсдаун Роуд, Дублін Глядачів: 9 676 Арбітр: Джон Фейгері |